# Sebastián Araya
Sebastián Miguel Araya Serrano (Lisboa ) es un guionista y director cinematográfico chileno que se ha desempeñado profesionalmente en cine y televisión.

## Vida
Es nieto de Miguel Serrano. y primo de Rafael Gumucio por parte de su padre Con estudios en cine y actuación en España. 

### Matrimonio e hijos
Se encuentra casado con la actriz Tamara Acosta y juntos han trabajado en más de cinco proyectos de cine y televisión, con quien tiene a su hija Olga, nacida en el 2013.

## Vida artística
Comenzando su carrera como actor en España, Sebastián Araya Serrano se ha desempeñado profesionalmente durante los últimos 15 años. Su carrera comenzó como actor en España, donde protagonizó la serie de televisión española “Nazca” (16 capítulos), rodaje que se extendió durante 2 años y en el cual compartió escena con actores de renombre internacional como Paco Rabal y Ginés García Millán.
Una vez radicado en Chile, donde escribe, produce y dirige películas y series de televisión, desarrollado diversos proyectos audiovisuales a través de su compañía AFROFILMS. Se destacan los largometrajes: "Azul y blanco" (2004), "El Lenguaje del Tiempo" (2012) y "La Salamandra", este último recientemente estrenado en Chile y Ecuador. 
Actualmente se encuentra trabajando en su largometraje "Antártica", film en coproducción con la productora española ZIRCOZINE y protagonizada por el actor Luis Tosar, el cual se rodará en junio de 2020.  
En televisión ha dirigido más de 80 capítulos de ficción, los cuales han sido exhibidos en señal abierta chilena y horario prime, siendo las series "Vida por vida" estrenada el 2012 y emitida por Canal 13 y "Príncipes de Barrio", ambas ganadoras del Consejo nacional de televisión, aquellas con mejores resultados de audiencia

## Filmografía
- Director y guionista, cortometraje de ficción: "Sinfonía Agónica". (Hi 8 a 28 minutos, 1994).
- Director y guionista, cortometraje de ficción: "Los Tres Reyes". (16 mm - 10 minutos - 1995).
- Director y guionista, cortometraje de ficción: "Zona 2". (U Matic - 25 minutos - 1996).
- Director y guionista, cortometraje de ficción: "Rojo". (Hi 8 - 20 minutos - 1997).
- Director y guionista, cortometraje de ficción: "Cumpleaños". (DV Cam- 10 minutos - 2001).
- Director y guionista, largometraje de ficción: "Azul y blanco" (16 mm, copia final en 35 mm) (2003).
- Director de la serie ficción para televisión "Mujer Rompe el Silencio". (12 episodios) (2005).
- Director de la serie ficción para televisión "La vida es una lotería". (8 episodios) (2006).
- Director del cortometraje, "Meritoria". Galardonado con el Fondo de las Artes y la  Cultura, 2008.
- Director de la serie ficción para televisión "Mi primera vez". (2 episodios) (2008).
- Director de la serie ficción para televisión "El día menos pensado" (6 episodios) (2009).
- Director de la serie ficción para televisión "Mea culpa"(6 episodios) (2009).
- Director de la serie ficción para televisión: "Infieles" (20 episodios) (2010).
- Director del largometraje de ficción "El Lenguaje del Tiempo" (2012).
- Director de la serie de televisión: "Vida por vida" Ganadora del Consejo Nacional de Televisión Chile (12 episodios) (2012).
- Director de la serie de televisión: "Príncipes de Barrio" Ganadora del Consejo Nacional de Televisión Chile (12 caps.) 2015.
- Director de la serie para televisión "Santiago Paranormal" (12 capítulos) (2017).
- Director del largometraje ficción "La Salamandra" (2018).
- Director de la serie para televisión "Grandes Pillos" (12 capítulos) (2019).

## Premios
Por su película de ficción "El Lenguaje del Tiempo" (2012) recibió las siguientes distinciones: 
- “Competencia Oficial”: Mineapolis Underground Film Festival, EE. UU. (2011).
- Premio Mejor película. Peneapple Underground Festival, Hong Kong (2012).
- Premio Mejor película extranjera: Atlanta Underground Festival, EE. UU. (2012).
- “Competencia Oficial”: Costa Rica International Film Festival (2012).
- “Competencia Oficial”: Festival de cine Latino de Trieste (2012).

Por su película de ficción "La Salamandra" (2018).
- Competencia Oficial Peneapple Underground Festival, Hong Kong (2017).
- Competencia Oficial”: Festival de cine Latino de Trieste (2017).
- Competencia Oficial”: Festival de cine La Serena (2017).
- Estrenada comercialmente en Chile, Ecuador, Colombia.